# Ель-Бейда (мухафаза)
Ель-Бейда (араб. البيضاء) — одна з 21 мухафази Ємену.

## Географія
Розташована на заході центральної частини країни Ємен. Межує з мухафазами: Шабва (на сході), Аб'ян і Лахдж (на півдні), Ед-Даля і Ібб (на південному заході), Дамар (на заході), Санаа (на північному заході) і Маріб (на півночі).
Площа становить 11 193 км ².
Адміністративний центр - місто Ель-Бейда.

## Населення
За даними на 2013 рік чисельність населення становить 671 016 осіб.
Динаміка чисельності населення мухафази по роках:
| 1988    | 1994    | 2004    | 2013    |
| ------- | ------- | ------- | ------- |
| 295 400 | 454 608 | 571 578 | 671 016 |